# Wayne Gardner
Wayne Michael Gardner (* 11. Oktober 1959 in Wollongong, New South Wales) ist ein ehemaliger australischer Motorradrennfahrer und Weltmeister in der Klasse bis 500 cm³. Sein Sohn Remy Gardner ist ebenfalls Motorradrennfahrer.

## Karriere
Wayne Gardner begann seine Karriere 1977 im Alter von 18 Jahren auf einer gebrauchten 250-cm³-Maschine in der australischen Meisterschaft. In seinem ersten Rennen belegte er den zweiten Platz und wenige Wochen später konnte er auf dem Oran Park Raceway den ersten Sieg einfahren.

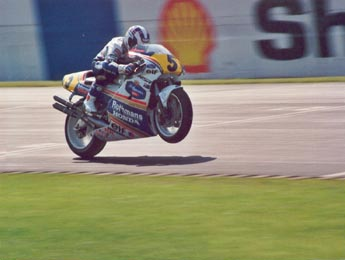
Gardner auf Honda in Donington

1983 fuhr Gardner erste Rennen in der Motorrad-Weltmeisterschaft. Beim Debüt in Assen kollidierte er mit dem nach einem Sturz auf der Strecke stehenden amtierenden Weltmeister Franco Uncini, der dabei lebensgefährlich verletzt wurde. 1984 war Gardners erste komplette Saison mit dem Rothmans-Honda Team in die 500-cm³-Klasse. Im ersten Rennen wurde er Vierter hinter Freddie Spencer, Eddie Lawson und Raymond Roche. Seinen ersten Sieg konnte er 1986 in Jarama feiern. Im Jahr darauf gewann Gardner mit sieben Siegen in 14 Rennen den Weltmeistertitel. 1986 und 1988 wurde er Vize-Weltmeister jeweils hinter Eddie Lawson. Insgesamt gewann er 18 Rennen in der Königsklasse, das letzte davon 1992 in Donington.
Gardner gewann das 8-Stunden-Rennen von Suzuka 1985, 1986, 1991 und 1992.
Nach der Saison 1992 beendete Gardner seine aktive Karriere auf zwei Rädern, blieb dem Grand-Prix-Zirkus jedoch als Förderer junger australischer Fahrer wie zum Beispiel Daryl Beattie verbunden.
Direkt nach seinem letzten WM-Rennen Ende 1992 bestritt Gardner die DTM-Rennen auf dem Nürburgring und auf dem Hockenheimring im Jägermeister-BMW an der Seite von Armin Hahne. Planungen für eine komplette Saison im folgenden Jahr scheiterten an DTM-internen Querelen. Im Jahr 1993 stieg Gardner dann mit einem Holden Commodore in den Automobilrennsport in die V8-Supercar-Serie ein. Er gewann im ersten Jahr das Rennen im Rahmenprogramm zum Großen Preis von Australien und wurde Dritter beim 1000-km-Rennen von Bathurst. 1994 gründete er sein eigenes Team, Wayne Gardner Racing, und blieb der Rennserie bis 2000 treu.
Von 1996 bis 2001 fuhr Gardner auch in der All Japan Grand Touring Car Championship für Toyota, wo er 1999 und 2001 jeweils ein Rennen gewinnen konnte. 1998 trat er mit Didier de Radiguès und Philippe Gache beim 24-Stunden-Rennen von Le Mans an. Das Team qualifizierte sich als 26. und fiel im Rennen in der 155. Runde wegen Motorenproblemen aus. Seit 2002 sitzt Gardner beim alljährlich im September stattfindenden Revival Meeting in Goodwood wieder regelmäßig im Sattel von Rennmotorrädern.
Im Sommer 2010 erntete Gardner heftige Kritik für seine Forderung, das Motorrad-Straßenrennen Isle of Man TT, das er als Todesfalle bezeichnete, sofort zu verbieten.

## Trivia
- Wayne Gardner wurde nach seinem Titelgewinn 1987 die Medal of the Order of Australia verliehen.
- Gardner war bereits einmal während seiner Grand-Prix-Zeit verheiratet und hat nun mit seiner langjährigen Lebensgefährtin, die er am 13. Oktober 2007 in zweiter Ehe heiratete, zwei Söhne. Sein älterer Sohn Remy ging ab 2016 in der Moto2-Klasse an den Start und wurde 2021 Weltmeister; 2022 fährt er erstmals in der MotoGP. Als Andenken an den Titelgewinn Waynes startet Remy mit der Nummer 87. Sein jüngerer Sohn Luca war anfangs auch als Rennfahrer aktiv, beendete seine Karriere allerdings bereits 2015 im Alter von lediglich 15 Jahren.

## Statistik

### Erfolge
- 1985 – Sieger beim 8-Stunden-Rennen von Suzuka zusammen mit Masaki Tokuno auf Honda
- 1986 – Sieger beim 8-Stunden-Rennen von Suzuka zusammen mit Dominique Sarron auf Honda
- 1991 – Sieger beim 8-Stunden-Rennen von Suzuka zusammen mit Mick Doohan auf Honda
- 1992 – Sieger beim 8-Stunden-Rennen von Suzuka zusammen mit Daryl Beattie auf Honda
- 1986 – 500-cm³-Vize-Weltmeister auf Honda
- 1987 – 500-cm³-Weltmeister auf Honda
- 1988 – 500-cm³-Vize-Weltmeister auf Honda
- 18 Grand-Prix-Siege

### Ehrungen
- Aufnahme in die MotoGP Hall of Fame
- Aufnahme in die Australian Motorsport Hall of Fame[3]

### In der Motorrad-Weltmeisterschaft
| Jahr | Klasse  | Platz | Punkte | Team  |
| ---- | ------- | ----- | ------ | ----- |
| 1984 | 500 cm³ | 7.    | 33     | Honda |
| 1985 | 500 cm³ | 4.    | 73     | Honda |
| 1986 | 500 cm³ | 2.    | 117    | Honda |
| 1987 | 500 cm³ | 1.    | 178    | Honda |
| 1988 | 500 cm³ | 2.    | 229    | Honda |

| Jahr | Klasse  | Platz | Punkte | Team  |
| ---- | ------- | ----- | ------ | ----- |
| 1989 | 500 cm³ | 10.   | 67     | Honda |
| 1990 | 500 cm³ | 5.    | 138    | Honda |
| 1991 | 500 cm³ | 5.    | 161    | Honda |
| 1992 | 500 cm³ | 6.    | 78     | Honda |

Grand-Prix-Siege
| 1986 | Spanien Niederlande Vereinigtes Konigreich                                                                   |
| 1987 | Spanien Italien Osterreich Jugoslawien Sozialistische Föderative Republik Schweden Tschechien Brasilien 1968 |
| 1988 | Niederlande Belgien Jugoslawien Sozialistische Föderative Republik Tschechien                                |
| 1989 | Australien                                                                                                   |
| 1990 | Spanien Australien                                                                                           |
| 1992 | Vereinigtes Konigreich                                                                                       |

### Le-Mans-Ergebnisse
| Jahr | Team       | Fahrzeug             | Teamkollege    | Teamkollege        | Platzierung | Ausfallgrund |
| ---- | ---------- | -------------------- | -------------- | ------------------ | ----------- | ------------ |
| 1998 | Solution F | Riley & Scott Mk III | Philippe Gache | Didier de Radiguès | Ausfall     | Motorschaden |